# Jordan Angeli
Jordan Leigh Angeli (* 31. Mai 1986 in Englewood, Colorado) ist eine ehemalige US-amerikanische Fußballspielerin, die zuletzt in der Saison 2015 bei den Western New York Flash unter Vertrag stand.

## Karriere

### Verein
Von 2010 bis 2012 spielte Angeli für das Franchise der Boston Breakers in der WPS beziehungsweise WPSL Elite, wobei sie sich im ersten Spiel der Saison 2011 einen Kreuzbandriss zuzog und danach nicht mehr in Pflichtspielen zum Einsatz kam. Im Februar 2013 wurde sie beim sogenannten Supplemental-Draft zur neugegründeten National Women’s Soccer League in der dritten Runde an Position 17 von dem Franchise der Washington Spirit unter Vertrag genommen, jedoch bereits vor dem ersten Saisonspiel wieder freigestellt.
Vor der darauffolgenden Saison 2014 nahm Angeli erneut an Probetrainings der Washington Spirit teil und erhielt abermals einen Vertrag. Ihr NWSL-Debüt am 13. April 2014 war ihr erstes Pflichtspiel seit ihrem Kreuzbandriss mehr als drei Jahre zuvor. Zur Saison 2015 wechselte sie zum Ligakonkurrenten Western New York Flash, wo ihr Vertrag im Juli 2015 nach lediglich drei Kurzeinsätzen wieder aufgelöst wurde. In der Folge beendete Angeli ihre Karriere.

### Nationalmannschaft
Angeli war Mitglied der US-amerikanischen U-20-Nationalmannschaft und nahm mit dieser an der Weltmeisterschaft 2006 teil, wo sie in allen sechs Spielen der US-Mannschaft zum Einsatz kam.